# Ponei Shetland

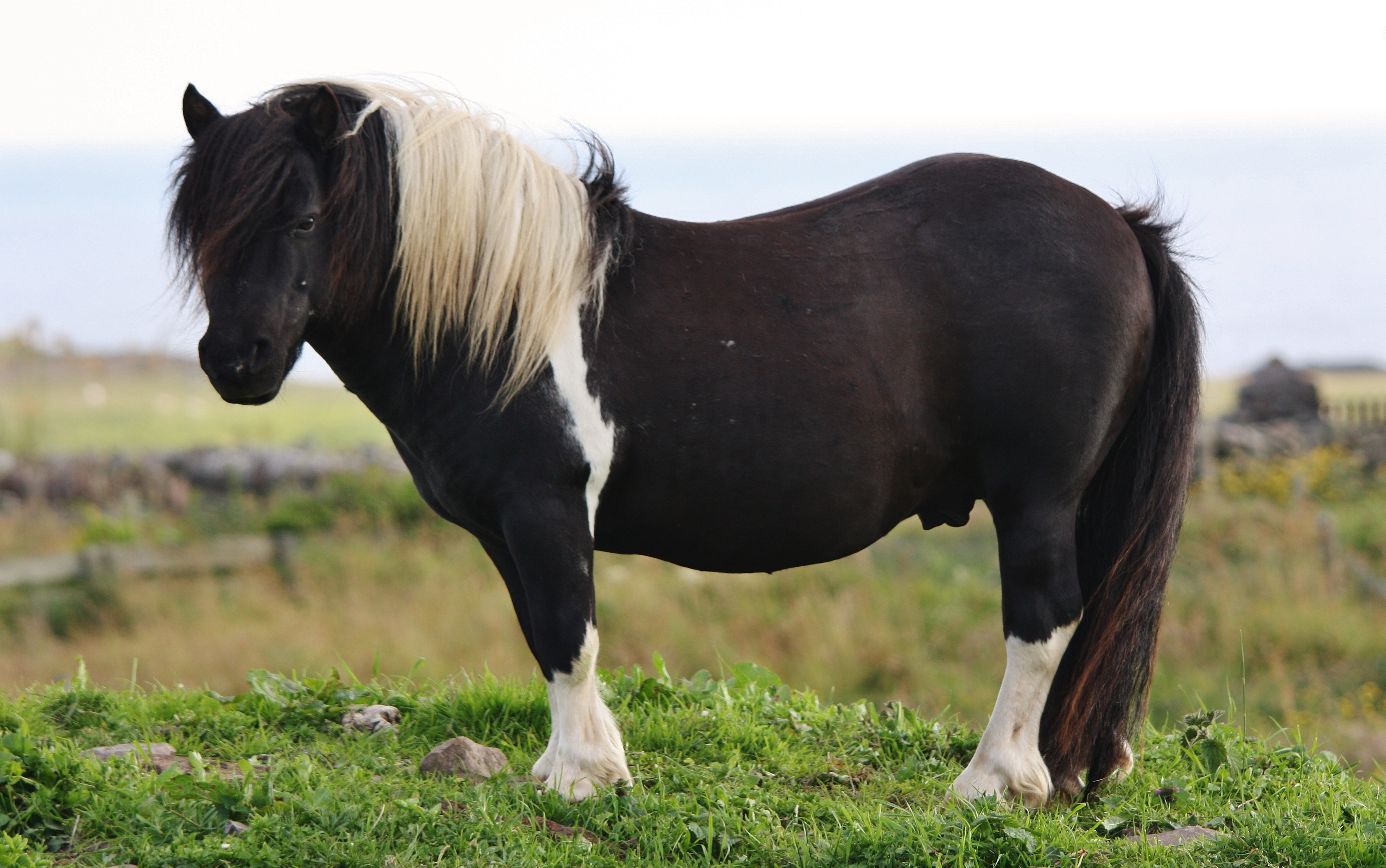
Ponei Shetland

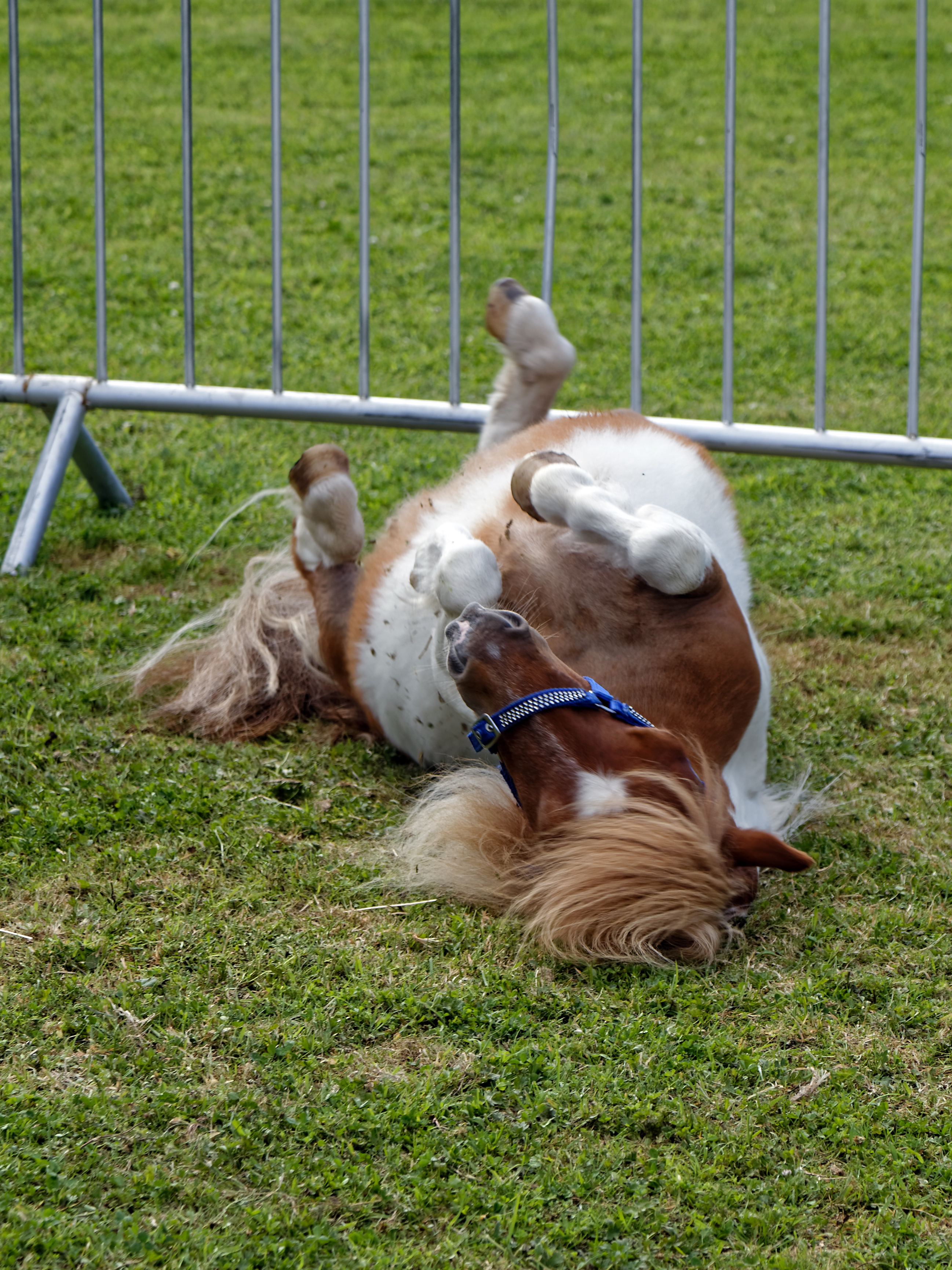
Ponei Shetland

Poneiul Shetland este o rasă de ponei originară din Insulele Shetland. Este cea mai puternică rasă de ponei.